# 高敞郡
高敞郡（：／ Gochang gun */?），是大韓民國全北特别自治道西南部的一個郡，北界全羅南道，西臨海。面積606.8平方公里，2007年人口60,962人。下分1邑、13面。

## 歷史
高敞的支石墓是世界文化遺產高敞、和順、江華支石墓遺址的一部份。757年始有高敞之稱。1914年形成現在的郡。

## 交通
有西海岸高速公路、高敞潭陽高速公路。

## 友好城市
- 首爾特別市冠岳區
- 首爾特別市城北區
- 釜山廣域市东莱区
- 庆尚北道尚州市
- 中国山东省枣庄市